# Freigericht Alzenau

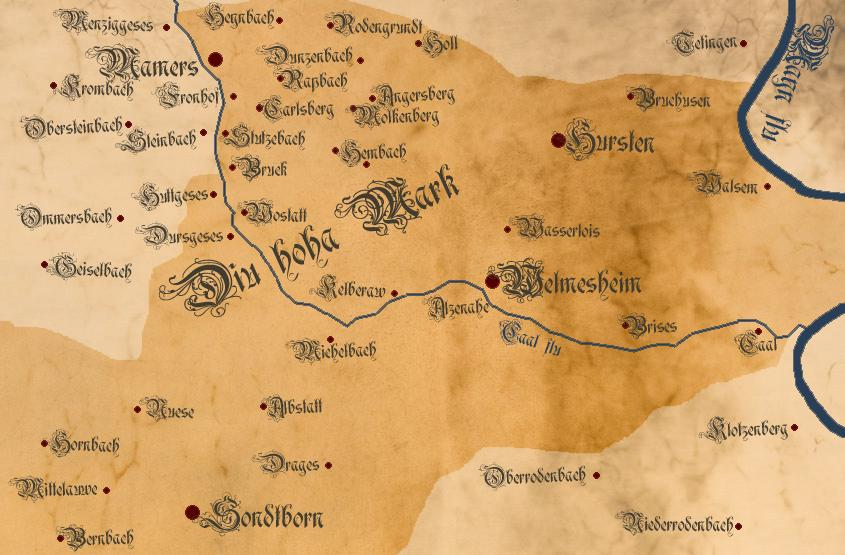
Das Territorium des Freigerichts Wilmundsheim vor der Hart (dunkler gefärbt) im 16. Jahrhundert mit den angehörigen Dörfern. Norden ist unten.

Das Freigericht Alzenau war eine territoriale, selbständige Einheit im Heiligen Römischen Reich. Im 14. Jahrhundert in die Abhängigkeit umliegender Adelsgeschlechter gekommen, war es ab 1500 ein Kondominium zwischen Kurmainz und der Grafschaft Hanau, bevor es 1740 zwischen Kurmainz und Hessen-Kassel aufgeteilt wurde.

## Name
Die Bezeichnung für das Gebiet variierte je nach Zeit und Betrachtungsweise. Freigericht Wilmundsheim vor dem Berge oder Freigericht Wilmundsheim vor der Hart waren die älteren Bezeichnungen. Das wechselte dann zu Freigericht Alzenau. Im Rahmen fortschreitender Territorialisierung in der frühen Neuzeit betrachteten die Landesherren das Gebiet zunehmend als Amt, auch wenn die Einwohner an ihrem Sonderstatus Freigericht gerne festhielten: Die Bezeichnung Amt Freigericht Alzenau kam auf.

## Geografie
Das Freigericht Alzenau lag im Raum zwischen dem mainzischen Aschaffenburg und Hanau. Das Territorium umfasste die heutigen Gemeinden Freigericht in Hessen, in Bayern die Stadt Alzenau, die Gemeinde Kahl am Main, die Ortsteile Mömbris und Hemsbach der Gemeinde Mömbris sowie den Ortsteil Großwelzheim der Gemeinde Karlstein am Main.
Das Freigericht bestand aus vier Landgerichten, denen die Dörfer zugeordnet waren:
- Somborn
  - Albstadt
  - Altenmittlau (1740 an Hessen-Hanau)
  - Bernbach (1740 an Hessen-Hanau)
  - Horbach (1740 an Hessen-Hanau)
  - Hüttelngesäß (1740 an Hessen-Hanau)
  - Neuses (1740 an Hessen-Hanau)
  - Somborn (1740 an Hessen-Hanau)
  - Trages (1740 an Hessen-Hanau)

- Wilmundsheim, später: Alzenau
  - Alzenau
  - Hemsbach
  - Kälberau
  - Michelbach
  - Wasserlos

- Hörstein
  - Großwelzheim (Welzheim)
  - Hörstein
  - Kahl (vor 1609 an Kurmainz[1])
  - Bruchhausen (Wüstung)
  - Prischoß (Wüstung)

- Mömbris
  - Angelsberg
  - Fronhofen
  - Gunzenbach
  - Heimbach
  - Hohl
  - Karlesberg (Wüstung)
  - Mömbris (1609 an Kurmainz[2])
  - Molkenberg
  - Rappach
  - Rothengrund
  - Strötzbach
  - Wohnstadt (Wüstung)

- Der ehemals zum Freigericht gehörende Anteil des Amtes Steinheim gehörte seit 1424 zu Kurmainz.[3] Die Orte Kahl und Mömbris fielen 1609 oder schon davor ebenfalls an Kurmainz.

## Geschichte

### Mittelalter
Das Freigericht hat seinen Ursprung in den Zentgerichten Wilmundsheim (dem späteren Alzenau), Hörstein, Mömbris und Somborn, die die Markgenossenschaft Wilmundsheim vor der Hart bildeten. Zum Freigericht wurden die Orte im 12. Jahrhundert. Das Freigericht war zunächst reichsunmittelbar.
Die freien Märker versammelten sich jedes Jahr in Wilmundsheim, um den Landrichter und die Förster zu wählen und andere die Gemeinschaft betreffende Entscheidungen zu fällen. Jedes Dorf stellte Schöffen, die bei Gericht mitwirkten. Kaiser Friedrich Barbarossa befreite die Markgenossen von Steuern und Frondiensten. Diese Autonomierechte mussten die Märker gegen die Bestrebungen lokaler Geschlechter, wie die von Randenburg und die Grafen von Rieneck, sowie gegen die Erzbischöfe von Mainz verteidigen.
Wie bei vielen anderen unmittelbar nachgeordneten Territorien verlieh der Kaiser – sei es für erworbene Verdienste, für Geld oder aus politischen Rücksichten – auch das Gebiet des Freigerichts an reichsunmittelbare Adelige als Lehen. Je ein Drittel des Freigerichts wurde so noch vor 1309 an die Herren von Hanau, von Ranneberg und von Eppstein vergeben. Nachdem Hanau den rannebergischen Anteil 1358 gekauft hatte und der Kurfürst von Mainz den eppsteinischen wurde das Freigericht ein Kondominat dieser beiden Landesherren.

### Frühe Neuzeit
1500 erhielten der Kurfürst-Erzbischof von Mainz und die Grafen von Hanau-Münzenberg gemeinsam das Freigericht als Reichslehen. Damit entstand ein Kondominium, dessen gemeinsame Verwaltung trotz der unterschiedlichen Konfessionen nach der Reformation über mehr als 200 Jahre funktionierte. Verwaltet wurde das Gebiet durch einen gemeinsam ernannten Amtmann, wobei das Vorschlagsrecht zwischen Mainz und Hanau wechselte. Die Doppelherrschaft verhinderte eine Ausbreitung des Protestantismus; das Freigericht blieb katholisch und die kirchliche Jurisdiktion bei den Erzbischöfen von Mainz.
Seit der Wende vom 15. zum 16. Jahrhundert kam es zu Auseinandersetzungen zwischen der Herrschaft und den Untertanen. Letztere wollten auf ihre überkommenen Selbstbestimmungsrechte nicht verzichten. Das stand im Gegensatz zur Politik der Territorialherren, die bestrebt waren, ihre Territorien in frühstaatlichen Formen auszubauen und zu konsolidieren. Die Untertanen widersetzten sich den Anordnungen der Herrschaft. Daraufhin besetzten der Kurfürst von Mainz, Berthold von Henneberg, und Graf Reinhard IV. von Hanau-Münzenberg 1502 das Land militärisch. Der Widerstand der Untertanen blieb jedoch ungebrochen, und 1529 wurden die hergebrachten Rechte bestätigt.
Am Beginn des 17. Jahrhunderts kam es im Freigericht Alzenau in großem Umfang zu Hexenprozessen. In der Zeit vom September 1601 bis zum September 1605 endeten 139 Angeklagte auf Scheiterhaufen. Das entsprach etwa 5 % der Bevölkerung.

### Erbfall von 1736
Als letzter Hanauer Graf starb Graf Johann Reinhard III. am 28. März 1736 in Schloss Philippsruhe bei Hanau. Sein Sterbelager war umstellt von diplomatischen Vertretern und Notaren der Erben, die alle für diesen Fall schon ihre Vorbereitungen getroffen hatten. Kurmainz und Hessen-Kassel besetzten jeweils Teile des Freigerichts noch am Abend des 28. März 1736 militärisch. Hessen hatte das effizientere Militär und besetzte den größeren Teil.
Erbe der Grafschaft Hanau-Münzenberg war aufgrund eines Erbvertrags aus dem Jahr 1643 formal König Friedrich von Schweden aus dem Haus Hessen-Kassel, der aber seine Rechte an der Erbschaft seinem in Kassel residierenden Bruder und Vertreter, dem späteren Landgrafen Wilhelm VIII., überließ. Um das Erbe des Grafen Johann Reinhard III. entwickelte sich ein heftiger Rechtsstreit zwischen den Landgrafen von Hessen-Kassel und dem Kurfürsten von Mainz. Da es sich um ein Lehen handelte und Lehen in der Regel nur an männliche Nachkommen vererbt werden konnten, behauptete der Erzbischof von Mainz, dass der Erbvertrag von 1643 für Lehen nicht gültig, er also nun alleiniger Inhaber des Lehens „Freigericht“ sei. Vor dem Reichskammergericht erhielt er Recht. Das nutzte ihm allerdings nichts, da Wilhelm VIII. nicht wich, Mainz militärisch nicht stark genug war, es auf einen Krieg ankommen zu lassen, und sich auch keine anderen Mächte fanden, um das Urteil gegen den Landgrafen zu vollstrecken.
So endete der Streit mit einem Vergleich, dem Partifikationsrezess von 1740, der allerdings erst 1748 endgültig umgesetzt wurde. Es kam zu einer Realteilung: Hessen-Kassel erhielt die Dörfer des Gerichts Somborn, ohne die Pfarrei Albstadt, also Altenmittlau, Bernbach, Horbach, Neuses und Somborn, als Lehen von Kurmainz. Das entsprach etwa 1/4 des Freigerichts. Es musste aber die ungestörte Ausübung des römisch-katholischen Bekenntnisses für die dort lebenden Untertanen garantieren. Das übrige Gebiet fiel an Kurmainz. Hessen erhielt darüber hinaus eine Ausgleichszahlung.

### Nachwirkung
Der nun hessische Anteil des Freigerichts wurde durch das Hessen-Hanauische Amt Altenhaßlau mit verwaltet. Die so nun unter die Herrschaft des Landgrafen gekommenen Freigerichter kämpften auch gegenüber ihrem neuen Landesherrn um Anerkennung ihrer Privilegien und führten Prozesse vor dem Reichshofrat in Wien (1775–1778) und dem Reichskammergericht in Wetzlar (1795–1806).
Der bei Kurmainz verbliebene Teil des Freigerichts fiel in der napoleonischen Epoche aufgrund des Reichsdeputationshauptschlusses 1802 zunächst an die Landgrafschaft Hessen-Darmstadt (ab 1806 Großherzogtum), die 1816 das Gebiet an das Königreich Bayern abtrat. Noch heute beruht so die Grenze zwischen Hessen und Bayern an dieser Stelle, abgesehen von dem Gebietstausch in der „Hessenkurve“ zum 1. Juli 2011, auf dem Partifikationsrezess von 1740.